# Stezni pribor
Stezni pribor, stezna naprava, stezni alat, alat za stezanje, stezni dio ili element za stezanje sprječava pomicanje obratka za vrijeme strojne obrade zbog djelovanja sila rezanja. Stezni pribor učvršćuje (fiksira)  prethodno određen položaj obratka u napravi. Preko steznog pribora pretvara se izvorna sila (na primjer ručna) u veću steznu silu na obratku i zadržava (pamti) tijekom obrade. Dijelovi moraju biti čvrsti da se ne deformiraju (promjeni oblik) i ne popuste (otkoče) zbog djelovanja sile rezanja. Obično se površinski otvrdnjavaju (kale) da se spriječi trošenje zbog čestog stezanja i otpuštanja. Najvažniji stezni pribor su: vijci, klinovi, ekscentri, bajunete, koljenaste poluge, opruge, magneti, pneumatski i hidraulički dijelovi, stezne glave.

## Sila stezanja
Položaj sile stezanja ne smije prouzročiti promjenu oblika (deformaciju) ili njihanje obratka. Smjer djelovanja sile treba biti, po mogućnosti, u smjeru obrade i nasuprot čvrstog oslonca. Obradak se ne smije odmicati od oslonca za vrijeme obrade. Sila stezanja treba biti što bliže sili rezanja da se izbjegnu deformacija i vibriranje obratka. Broj sila stezanja ovisi o veličini i smjeru sile rezanja, krutosti obratka i broju oslonaca (ploha). Prema izvoru energije ili načinu proizvodnje, sile stezanja mogu biti: 
- mišićna sila,
  - ručna,
  - nožna,
- mehanička sila,
  - težina,
  - centrifugalna sila,
  - trajni magnet,
- hidraulička ili pneumatska sila,
  - tlak ulja,
  - stlačeni zrak,
  - vakuum ili podtlak,
- električna sila,
  - elektromagnetska sila,
  - elektromotorna sila.

Izbor načina ostvarenja sile ovisi o veličini sile stezanja, stupnju automatizacije proizvodnje, broju steznih mjesta i smjeru obrade.

## Podjela
Najvažniji stezni pribor su: vijci, klinovi, ekscentri, bajunete, koljenaste poluge, opruge, magneti, pneumatski i hidraulički dijelovi, stezne glave.

### Stezni vijak
Vijak i matica se lako izrađuju te dobro i sigurno stežu obradak. Vijci promjera do 16 mm su obično s metričkim navojem, a veći s trapeznim ili kosim navojem. Stezanje treba biti preko tlačne podloške, a ne izravno na površinu obratka. Gornja ploča naprave je s navojnim provrtom koji služi kao matica za stezanje.

### Stezni klin
Ravni stezni klinovi koriste se samo na manjim napravama za direktno stezanje obratka. Pri tome klin ima nagib 1:10, obavezno se kali i brusi. Pravo područje primjene klinova je za istovremeno stezanje više obradaka ili za promjenu pravca djelovanja sile stezanja.

### Stezni ekscentar
Stezni ekscentar prema obliku stezne plohe može biti kružni i spiralni. 

#### Kružni ekscentar
Kružni ekscentar je jednostavan za izradu. Stezna kružnica je ekscentrična u odnosu na središte osnovne kružnice oko kojeg se okreće ekscentar za vrijeme stezanja. Ekscentar je određen promjerom stezne kružnice D i veličinom ekscentriciteta e. Ekscentricitet je udaljenost između središta osnovne i stezne kružnice. Okretanjem ekscentra za 180˚ ostvari se maksimalni stezni pomak 2e. Ravnomjerna sila stezanja postiže se u području 60˚ i 120˚ (od 2 do 4 na dijagramu). Samokočnost ekscentra je osigurana omjerom: 
{\displaystyle {\frac {D}{e}}={\frac {20}{1}}\ }
Djelomično poravnavanje stezne kružnice znatno povećava ukupni hod ekscentra i olakšava ulaganje obratka.

#### Spiralni ekscentar
Spiralni ekscentar se koristi za stezanje obradaka s većim odstupanjem mjera, odnosno za šire područje stezanja. Kut uspona spirale do 6˚ osigurava samokočnost u svakom položaju i uvijek jednaku silu stezanja.
Za konstrukciju spirale uspona 5,5˚ podjeli se polovica osnovne kružnice na 6 jednakih dijelova i dobije pomoćna mjera: 
{\displaystyle a={\frac {R}{20}}\ }
Za taj iznos povećava se stezni hod ekscentra na svakom od 6 dijelova osnovne kružnice. Ukupni stezni hod na polovici osnovne kružnice je: 
{\displaystyle 6\cdot a}
Stezni ekscentri omogućuju vrlo brzo stezanje i otpuštanje obratka. U praksi se koriste razne izvedbe i mogućnosti stezanja: tlačni ekcentar, ekscentrična osovina, vlačni ekscentar, dvostruki utorni ekscentar.

### Bajunetno stezanje
Stezni svornjaci, koji služe i za određivanje položaja obratka, obično se bajunetno stežu. Stezna krivulja za uzdužni stezni pomak svornjaka izrađena je na valjkastoj čahuri i uzdužno produžena radi izvlačenja svornjaka pri otpuštanju. Stezna krivulja je navojna zavojnica uspona do 6˚ zbog samokočnosti.

### Stezne koljenaste poluge
Stezanje obratka koljenaste poluge omogućeno je relativno malim pomakom poluga. Koljenaste poluge u steznom položaju, 2˚ – 3˚ iza mrtve točke, se blokiraju i postaju samokočne. Stezni hod poluga treba ograničiti s točno postavljenim graničnikom, što zahtjeva i točne mjere na obratku. U posebnim slučajevima ugrađuje se elastični umetak.

### Opružno stezanje
Opružno stezanje obratka obično se primjenjuje kod manjih sila obrade. Hod opruge se odabire tako, da otpuštena opruga omogući slobodno ulaganje obratka, a stegnuta, da osigura potrebnu silu stezanja. Najćešće stezanje opruge je polugom, ekscentrom ili pneumatski. Koriste se zavojne, tanjuraste, gumene i lisnate opruge.

### Pneumatsko stezanje
Obično se koristi pogonski stlačeni zrak (komprimirani zrak) s tlakom 6 bara. Stezna sila F (N) se dobije umnoškom tlaka i površine klipa u pneumatskom cilindru: 
{\displaystyle F=p\cdot A\cdot \eta }
gdje je: p – tlak zraka (N/mm2), A – površina klipa (mm2)  i η – korisni stupanj djelovanja.
Stlačeni zrak se koristi i za odstranjivanje strugotine te izbacivanje obratka.

### Hidrauličko stezanje
Pogonski tlak ulja za hidrauličko stezanje obratka iznosi do 300 bara. Obično se koristi zaseban hidraulički pogon (agregat) s crpkom (pumpom). Omogućuje velike sile stezanja, a zahtjeva relativno mali prostor. Pošto ulje pod tlakom zadržava početni volumen, nije potrebno ugrađivati samokočne stezne dijelove u napravu.

## Pomoćni stezni dijelovi
Na mnogim napravama stezne naprave ne djeluju direktno na obradak, već preko pomoćnih steznih dijelova. Obično služe za preraspodjelu, promjenu pravca ili veličine sile stezanja.

### Tlačna podloška i umetak
Tlačna podloška i umetak smanjuju površinski pritisak i sprečavaju moguće oštećenje. Za veće i neravne površine koriste se podesivi dijelovi. Za velike obratke i više mjesta stezanja primjenjuju se pokretni umetci koji su uležišteni preko svornjaka.

### Stezna kuka
Stezna kuka prenosi steznu silu samo na jednu stranu, a s druge strane je oslonac za prihvat protusile (reakcije). Zauzima malo prostora, a može se i bočno zakrenuti radi lakšeg ulaganja obratka.

### Stezna poluga
Stezna poluga se najčešće koristi u praksi. Služe za skretanje i promjenu veličine sile stezanja. Krak poluge prema osloncu ne smije biti slabiji od steznog kraka. Različitim položajem steznog vijka mijenja se odnos stezne sile na obratku i protusile na osloncu.

#### Slike
|                           |                                         |              |                             |
| Tlačna podloška i umetak. | Pokretno uležišten umetak na svornjaku. | Stezna kuka. | Stezna poluga s ekscentrom. |

|                                   |                           |                           |                                    |
| Kutna stezna poluga s ekscentrom. | Poluga sa steznim vijkom. | Oslanjanje pri tokarenju. | Pričvršćenje naprave na međuploču. |

## Stezne naprave za tokarenje
Pored uobičajenih i standardiziranih steznih naprava koje se nazivaju pomoćni pribor tokarilice (stezna glava, planska ploča, trn, čahura i druge), često su potrebne i posebne naprave za stezanje i držanje obradaka nepravilnog oblika (otkivci, odljevci). Za razliku od bušenja i glodanja, kod tokarenja se pokreće masivni obradak velikom brzinom vrtnje (brzina rezanja). Zbog navedenog treba paziti na sljedeća pravila:
- tijelo naprave treba biti što lakše, ali i dovoljno kruto;
- naprava treba biti što bolje uravnotežena (balansirana) i s točnom kružnošću vrtnje (udar);
- tokarski nož treba postaviti s malim krakom i čvrsto stegnuti;
- stezna sila mora biti dovoljna da se suprotstavi centrifugalnoj sili i pri velikom broju okretaja.

Oblik obratka i prethodna obrada su odlučujići za određivanje položaja u napravi. Kratki obradak u obliku diska oslanja se na čelnu plohu, a dugi na obodnu (plašt). Mjera l1 treba biti što duža, a mjera l2 što kraća da se smanji moment naginjanja. Sile stezanja moraju biti dovoljno velike da se suprotstave silama rezanja, a da pri tome ne izobliče (deformiraju) obradak. Ovo je posebno važno za tankostijene obratke.
Naprava se pričvršćuje na steznu glavu radnog vretena, u stožasti provrt vretena ili na plansku ploču. Za pričvršćenje naprave na glavu radnog vretena potrebna je međuploča koja olakšava podešavanje i ugradnju naprave na drugu tokarilicu s pripadajućom međupločom. Pričvršćenje u provrt radnog vretena koristi se samo za manje, a planska ploča za velike naprave. Naprave se dijele po načinu oslanjanja i stezanja na stezne trnove, stezne glave i ekscentrične naprave.

### Stezni trnovi
Stezni trnovi služe za stezanje obradaka kod kojih se zahtijeva točnost kružnosti vrtnje unutarnje i vanjske plohe koja se ne može postići vanjskim stezanjem. Treba paziti da sila stezanja ne izobliči tankostijene obratke.
Kod elastičnih steznih trnova obradak se steže poprečnim (radijalnim) širenjem prorezanog tijela (čahura, trn). Steznom maticom se pomiče prorezana čahura uzdužno po konusu i istovremeno širi. Steznim vijkom se uzdužno pomiče stezni konus (stožac) koji širi prorezani trn. 
Kod trnova sa steznim čeljustima obradak se steže poprečnim (radijalnim) širenjem više čeljusti. Povlačnim trnom čeljusti se pomiču uzdužno po stošcu (konusu) i istovremeno poprečno (radijalno) šire.
Kod ekspanzionih steznih trnova obradak se steže širenjem tankostijene čahure pod pritiskom ulja ili plastične mase. Pritisak ulja se proizvodi klipom i steznim vijkom.

### Stezne glave
Specijalne stezne glave (razgovorno amerikaneri) se koriste, ako nije moguće stezanje s univerzalnom glavom. Za odljevke i otkivke s nepravilnim oblikom i grubim tolerancijama koriste se glave sa specijalnim čeljustima. Prema načinu djelovanja stezne sile razlikuje se centrično ili necentrično stezanje obratka.

#### Centrično stezanje
Centrično stezanje je nužno, ako se zahtijeva da unutarnji obrađeni oblik bude u sredini vanjskog neobrađenog oblika s grubim tolerancijama (na primjer kod odljevaka). Centrično stezanje se postiže pomicanjem obratka u napravi na lijevo ili desno pomoću vijka, klina ili poluge.
Naprava s poprečnim (radijalnim) stezanjem se koristi za obratke kutijastog oblika. Prihvatna ili oslona ploha je paralelna s osi tokarenja.
Naprava s uzdužnim (aksijalnim) stezanjem se koristi za obratke pločastog oblika. Prihvatna ili oslona ploha je okomita na os tokarenja.
Kod obradaka s izrazito nepravilnim oblikom nužno je ugraditi protuuteg za uravnoteženje mase.

### Alati za stezanje i pozicioniranje na tokarilici
Alati za stezanje i pozicioniranje na tokarilici osiguravaju pravilan položaj obratka u odnosu prema alatnom stroju i reznom alatu za vrijeme obrade. Ti alati jesu:
- stezna glava,
- planska ploča,
- tokarsko srce,
- lineta,
- jahač (konjić) s pinolom i steznim šiljkom,
- čvrsti i podesivi oslonci.

#### Slike
|                            |                         |                              |                                             |
| Trn sa steznim čeljustima. | Ekspanzioni stezni trn. | Vrste stezanja stezne glave. | Naprava za tokarenje s poprečnim stezanjem. |

|                                            |                            |                                           |                                                                    |
| Naprava za tokarenje s uzdužnim stezanjem. | Ekscentrična stezna glava. | Pomična naprava za ekscentrično stezanje. | Način stezanja dugačkih komada (na primjer osovina) na tokarilici. |

#### Stezna glava s 3 čeljusti
Stezna glava s 3 čeljusti korisiti se za stezanje kružno simetričnih obradaka na tokarilici. Preporuka je da duljina dodirne površine između čeljusti i obratka bude najmanje 1,2 puta veća od njegova promjera što osigurava poklapanje osi obratka s osi glavnog navojnog vretena stroja. Pri tome duljina stezanja ne smije biti manja od 5 mm. Stezne čeljusti djeluju silama na obradak čime uravnotežuju rezne sile u uzdužnom (aksijalnom) i poprečnom (smičnom) smjeru. Sile stezanja se pretvaraju u smične sile preko koeficijenta trenja između obratka i čeljusti. Stvarni moment sile kod rezanja može izazvati vrtnju obratka u čeljustima ako je veći od momenta stezanja.
S gledišta isplativosti, poželjno je koristiti najveću dubinu rezanja te brzinu posmaka. Takvi uvjeti rada dodode do velikih reznih sila koje je potrebno uravnotežiti velikim silama stezanja, odnosno povećanjem koeficijenta trenja. To se može izvesti upotrebom tvrdih čeljusti (nazupčanih) za grubu obradu i mekih čeljusti (glatkih) za završnu obradu. Meke čeljusti se izrađuju glodanjem za odgovarajući obradak iz odgovarajućeg pripremka. Obratke čiji je omjer duljine i promjera L/d > 2,5 potrebno je centrirati i steznim šiljkom stegnuti s druge strane. U tom slučaju potrebno je najprije napraviti središnje gnijezdo. Stezanje steznim šiljkom preporučuje se i kad je duljina stezanja manja od 5 mm ili omjer duljine stezanja i promjera stezanja manji od 0,8. Taj tip stezanja omogućuje obradu predmeta s omjerom L/d do 6. Problem pri takvu stezanju je obrada čeone površine. Ta se obrada može ostvariti uporabom linete.
Kružno nesimetrični obradci stežu se u steznu glavu s 4 čeljusti. Tim načinom stezanja postiže se visok stupanj točnosti, ali je više vremena potrebno za centriranje obratka. Za stezanje nesimetričnih obradaka ili obradaka velikog promjera koristi se i planska ploča. Osim oslonca u steznoj glavi na dugačkim obradcima potrebno je izvesti oslanjanje i pozicioniranje drugoga kraja u pinoli konjića (jahača). Zahtijeva li se malo odstupanje od cilindričnosti, stezanje se obavlja između steznih šiljaka. U tom slučaju upotrebljava se tokarsko srce za stezanje.
Pri obradi čela ili za unutarnju obradbu dugih i teških obradaka koriste se linete koje služe kao oslonac obratku. Lineta se može upotrijebiti samo na mjestu gdje je obradak centričan, to jest već predobrađen. U protivnom bi došlo do loma linete. Ako se lineta koristi na mjestu gdje je obradak već završno obrađen, da ne bi došlo do oštećivanja površine mogu se koristiti prstenovi načinjeni za tu svrhu koji se postave na obradak i stegnu.